# Georg von Kameke

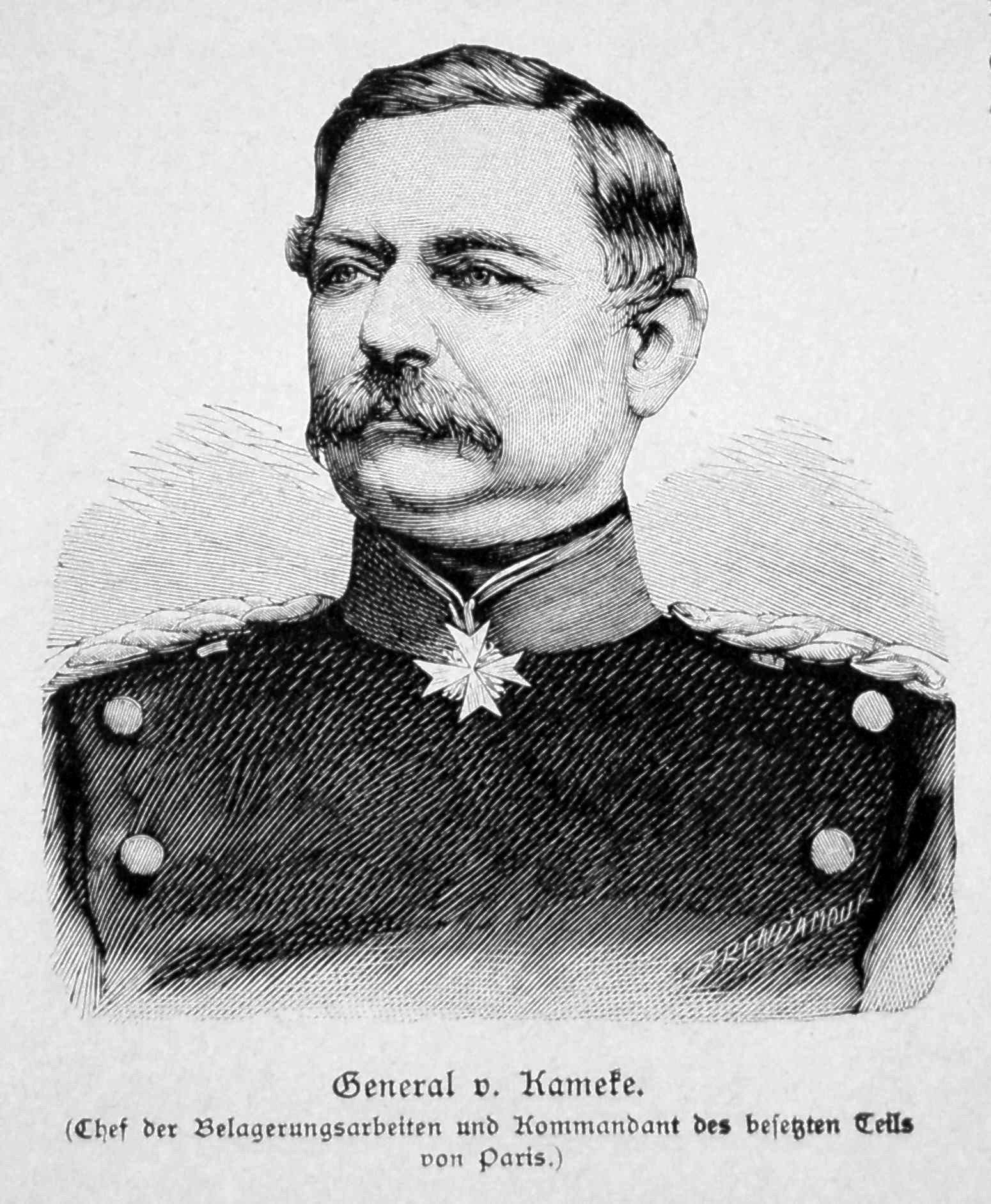
Chân dung Georg von Kameke.

Arnold Karl Georg von Kameke (14 tháng 4 năm 1817, tại Pasewalk – 12 tháng 10 năm 1893, tại Berlin) là một Thượng tướng Bộ binh và Bộ trưởng Chiến tranh của Phổ. Ông đã từng tham chiến trong cuộc Chiến tranh Áo-Phổ (1866) và cuộc Chiến tranh Pháp-Đức (1870 – 1871).

## Tiểu sử
Ông là một thành viên trong dòng họ quý tộc lâu đời Kameke tại Pommern. Ông là con trai của cố Trung tướng Georg Christian Friedrich von Kameke (1770 – 1837). Người em trai của ông là Hermann Friedrich Wilhelm (1819 – 1889) cũng theo đuổi một sự nghiệp quân sự được thăng đến Thượng tướng Bộ binh. Sau khi học trung học ở Stettin, Kameke đã khởi đầu sự nghiệp quân sự của mình vào năm 1834 trong khu công binh số 2 tại thành phố này. Vào năm 1836, ông trở thành một sĩ quan trong Quân đoàn công binh và kỹ thật, rồi vào năm 1850, sau khi được phong cấp Đại úy, ông được đưa vào Bộ Tổng tham mưu. Vào năm 1861, ông được lên chức Đại tá và trao quyền chỉ huy Trung đoàn Phóng lựu "Vua Friedrich" (Schlesien số 2) số 11, và vào năm 1863 ông được bổ nhiệm làm Tham mưu trưởng của Quân đoàn VIII. Vào năm 1865, ông trở thành một Thiếu tướng và không lâu sau đó ông được bổ nhiệm làm Tham mưu trưởng của Quân đoàn II.
Ông đã tham gia trong cuộc Chiến tranh Áo-Phổ năm 1866 với cương vị là Tham mưu trưởng của Quân đoàn II. Vào năm 1867, ông được bổ nhiệm làm Tổng chỉ huy của Quân đoàn công binh và kỹ thuật; vào năm 1868 ông được phong hàm Trung tướng.
Trong cuộc Chiến tranh Pháp-Đức (1870 – 1871), Kameke chỉ huy Sư đoàn Bộ binh số 14 và chiến đấu trong các trận đánh quyết liệt tại Spicheren, Borny-Colombey và Gravelotte-St. Privat. Sau khi quân đội Phổ – Đức hạ được pháo đài Metz, ông xua quân chinh phạt các thành Thionville, Montmédy và vây hãm Mézières của Pháp. Nhưng trước khi Méziéres thất thủ, ông được Bộ Tổng Chỉ huy quân đội Đức triệu tập đến thành phố Versailles vào ngày 23 tháng 12 năm 1870 để chỉ đạo cuộc tấn công của lực lượng công binh nhằm vào Paris. Nhờ những cống hiến của mình đối với quân lực Phổ trong cuộc chiến tranh này, ông đã được ban thưởng 100.000 thaler. Vào ngày 18 tháng 12 năm 1871, ông được bổ nhiệm làm chỉ huy trưởng quân đoàn công binh và tướng thanh tra của các pháo đài.
Vào ngày 9 tháng 11 năm 1873, Kameke kế nhiệm Albrecht von Roon làm Bộ trưởng Chiến tranh. Vào ngày 22 tháng 3 năm 1875, ông được bổ nhiệm làm Thượng tướng Bộ binh. Vào ngày 3 tháng 3 năm 1883, ông rời nhiệm sở và lui về điền trang của mình, Hohenfelde gần Kolberg tại Pommern.
Kameke đã được tặng thưởng Huân chương Hiệp sĩ Đại bàng Đen và Huân chương Quân công (Pour le mérite) gắn Lá sồi của Phổ. Ngoài ra, ông cũng được phong tước Hiệp sĩ Huân chương Thánh Johann.